# Майский (Безлесное сельское поселение)
Майский — посёлок в Яйском районе Кемеровской области России. Входит в состав Безлесного сельского поселения.

## География
Посёлок находится в северной части области, на правом берегу реки Сухороска (бассейн реки Яя), к северо-востоку от города Анжеро-Судженск, на расстоянии примерно 14 километров (по прямой) к западу от районного центра посёлка городского типа Яя. Абсолютная высота — 200 метров над уровнем моря.
Часовой пояс
Посёлок Майский, как и вся Кемеровская область, находится в часовой зоне МСК+4. Смещение применяемого времени относительно UTC составляет +7:00.

## Население
| 2010 |
| ---- |
| 156  |

Гендерный состав
По данным Всероссийской переписи населения 2010 года в гендерной структуре населения мужчины составляли 48,7 %, женщины — соответственно 51,3 %.
Национальный состав
Согласно результатам переписи 2002 года, в национальной структуре населения русские составляли 91 % из 182 чел.

## Улицы
Уличная сеть посёлка состоит из двух улиц.